# نواف المطيري (كرة يد)
نواف المطيري (ولد في 13 نيسان/أبريل 1989) هو لاعب كرة يد سعودي، يلعب في نادي الوحدة ومثّلمنتخب السعودية لكرة اليد.
شارك في بطولة العالم لكرة اليد للرجال عام 2017.